# کایلا تورنتون
کایلا تورنتون (انگلیسی: Kayla Thornton؛ زادهٔ ۲۰ اکتبر ۱۹۹۲) بازیکن بسکتبال اهل ایالات متحده آمریکا است.